# Ayanivelikulangara
Ayanivelikulangara es una ciudad censal situada en el distrito de Kollam en el estado de Kerala (India). Su población es de 24268 habitantes (2011). Se encuentra a 21 km de Kollam.

## Demografía
Según el censo de 2011 la población de Ayanivelikulangara era de 24268 habitantes, de los cuales 11664 eran hombres y 12604 eran mujeres. Ayanivelikulangara tiene una tasa media de alfabetización del 93,83%, superior a la media estatal del 94%: la alfabetización masculina es del 96,10%, y la alfabetización femenina del 91,76%.